# Rolando Kaligaro
Rolando Kaligaro, slovenski smučarski skakalec in nordijski kombinatorec, * 22. marec 1976.
Kaligaro je leta 1994 na svetovnem mladinskem prvenstvu v Breitenwangu v Avstriji osvojil 7 mesto. Leta je 1996 osvojil bronasto medaljo na ekipni tekmi svetovnega mladinskega prvenstva v nordijski kombinaciji v Asiagu, v slovenski reprezentanci sta bila še Igor Cuznar in Roman Perko. V svetovnem pokalu v smučarskih skokih je med sezonama 1996/97 in 1999/00 nastopil na devetih posamičnih tekmah in eni ekipni. Debitiral je 22. marca 1997 na poletih na planiški velikanki, ko je zasedel 46. mesto. Svojo najboljšo uvrstitev je dosegel 16. januarja 1999, ko je v Zakopanah osvojil 33. mesto. 4. marca 2000 je na ekipni tekmi v Lahtiju osvojil šesto mesto. Dan za tem je v svojem zadnjem nastopu v svetovnem pokalu zasedel 45. mesto. Med sezonama 1997/98 in 2001/02 je nastopal tudi v kontinentalnem pokalu, dvakrat je zasedel 3. mesto v Bad Goisern in v Ishpemingu v ZDA. Najuspešnejši je bil v sezoni 1999/00, ko je v skupnem seštevku osvojil deveto mesto . 